# David Kemboi Murkomen
David Kemboi Murkomen (* 23. November 1974) ist ein kenianischer Marathonläufer.

## Leben
2000 wurde er Neunter beim Prag-Marathon und 2002 Zweiter beim Hannover-Marathon. 
2006 wurde er Elfter beim Los-Angeles-Marathon, Zehnter beim Philadelphia-Halbmarathon und Zweiter beim Marathon de la baie du Mont Saint-Michel. Im Jahr darauf wurde er Dritter beim Beppu-Ōita-Marathon, Vierter beim Düsseldorf-Marathon und beim Reims-Marathon Zweiter hinter seinem Namensvetter David Kemboi Kiyeng. 
2008 folgte ein fünfter Platz beim Paris-Marathon und ein vierter in Reims. 2009 wurde er jeweils Sechster beim Dubai-Marathon und beim Peking-Marathon.

## Persönliche Bestzeiten
- Halbmarathon: 1:02:31 h, 17. September 2006, Philadelphia
- Marathon: 2:08:34 h,[1] 6. April 2008, Paris